# B Grupa 1951
Die B Grupa 1951 war die zweite Saison der zweithöchsten bulgarischen Fußballspielklasse. Sie begann am 24. März 1951 und endete am 7. Oktober 1951.

## Modus
Die 12 Mannschaften traten jeweils zweimal gegeneinander an; einmal zu Hause und einmal auswärts. Um ein gleiches Verhältnis zwischen den Klubs aus Sofia und den Vereinen außerhalb Sofias herzustellen, wurde das Aufstiegs-/Abstiegssystem geändert. Aufgestiegen in die A Grupa  waren der Meister, sowie die zwei besten Mannschaften, die nicht aus Sofia kamen.
Lokomotive Sofia als zweitbester Sofiaklub trat in zwei Entscheidungsspiele gegen das zweitschlechtplatzierteste Sofia-Team aus der A Grupa an. Die letzten vier Vereine stiegen in die dritte Liga ab.

## Vereine
| Verein                               | Stadt           |
| ------------------------------------ | --------------- |
| DSO Udarnik Kolarowgrad              | Kolarowgrad     |
| DSO Tscherweno sname Pawlikeni       | Pawlikeni       |
| DSO Spartak Plewen                   | Plewen          |
| DSO Dinamo Plowdiw                   | Plowdiw         |
| DSO Tscherweno sname Samokow         | Samokow         |
| USS-DSO Udarnik Sofia                | Sofia           |
| DSO Lokomotive Sofia                 | Sofia           |
| DSO Torpedo Sofia                    | Sofia           |
| DSO Tscherweno sname Stanke Dimitrow | Stanke Dimitrow |
| DSO Lokomotive Stara Sagora          | Stara Sagora    |
| WUS Stalin                           | Stalin          |
| DSO Dinamo Stalin                    | Stalin          |

## Abschlusstabelle
| Pl. | Verein                                   | Sp. | S  | U | N  | Tore    | Quote | Punkte |
| --- | ---------------------------------------- | --- | -- | - | -- | ------- | ----- | ------ |
| 1.  | USS-DSO Udarnik Sofia (N)                | 22  | 16 | 4 | 2  | 051:200 | 2,55  | 36:80  |
| 2.  | DSO Lokomotive Sofia (N)                 | 22  | 14 | 5 | 3  | 046:200 | 2,30  | 33:11  |
| 3.  | WUS Stalin (N)                           | 22  | 11 | 7 | 4  | 038:180 | 2,11  | 29:15  |
| 4.  | DSO Spartak Plewen                       | 22  | 9  | 6 | 7  | 029:270 | 1,07  | 24:20  |
| 5.  | DSO Tscherweno sname Pawlikeni           | 22  | 10 | 3 | 9  | 034:320 | 1,06  | 23:21  |
| 6.  | DSO Tscherweno sname Stanke Dimitrow (A) | 22  | 9  | 5 | 8  | 028:320 | 0,88  | 23:21  |
| 7.  | DSO Torpedo Sofia (A)                    | 22  | 9  | 1 | 12 | 034:330 | 1,03  | 19:25  |
| 8.  | DSO Lokomotive Stara Sagora              | 22  | 7  | 5 | 10 | 034:350 | 0,97  | 19:25  |
| 9.  | DSO Tscherweno sname Samokow             | 22  | 5  | 7 | 10 | 018:410 | 0,44  | 17:27  |
| 10. | DSO Udarnik Kolarowgrad                  | 22  | 6  | 4 | 12 | 026:470 | 0,55  | 16:28  |
| 11. | DSO Dinamo Plowdiw                       | 22  | 5  | 5 | 12 | 025:450 | 0,56  | 15:29  |
| 12. | DSO Dinamo Stalin                        | 22  | 4  | 2 | 16 | 031:440 | 0,70  | 10:34  |

| (A) | Absteiger aus der A Grupa |
| (N) | Neuaufsteiger             |

## Play-off
|                            | Gesamt |                      | Hinspiel | Rückspiel |
| -------------------------- | ------ | -------------------- | -------- | --------- |
| DSO Tscherweno sname Sofia | 0:3    | DSO Lokomotive Sofia | 0:2      | 0:1       |